# Агеєва Віра Павлівна
Ві́ра Па́влівна Аге́єва (30 липня 1958, Бахмач, Чернігівської області) — українська літературознавиця, літературний критик та ґендерна дослідниця. Співзасновниця Київського інституту ґендерних досліджень. Доктор філологічних наук (1995). Лавреатка Шевченківської премії (1996), Премії Петра Могили (2008). Член журі премії «Книга року ВВС».

## Життєпис
Народилася 30 липня 1958 в м. Бахмач на Чернігівщині. У 1980 році закінчила Київський університет. У 1985–1996 роках працювала в Інституті літератури НАНУ, 1995–1997 — заступниця редактора журналу «Слово і час». З 1996 року — професор Національного університету «Києво-Могилянська академія».
У 1996 році отримала Державну премію України ім. Т. Шевченка як співавторка навчального посібника «Історія української літератури ХХ століття» в 2-х книгах (1995). У 2008 отримала Премію Петра Могили за монографію «Інтелектуальна проза Віктора Петрова-Домонтовича».
Син — письменник і релігієзнавець В'ячеслав Агеєв.

## Наукові дослідження
Досліджує проблеми стильової диференціації української літератури 20 століття, особливості розвитку українського модернізму, виявляє зацікавлення феміністською інтерпретацією текстів. З кінця 80-х, від часу утвердження ґендерної школи в українському літературознавстві, — одна з найактивніших її представниць, інтерпретаторка ґендерних аспектів української культури. Підготувала низку антологій української прози, видань найчільніших представників українського модернізму, зокрема, Лесі Українки, Миколи Хвильового, Олександра Довженка, Майка Йогансена, Віктора Петрова-Домонтовича, Юрія Косача.
Авторка статей, рецензій, оглядів у журналах «Вітчизна», «Прапор», «Березіль», «Слово і час».

## Праці
- Літературний процес 60—80-х рр. — К., 1989.
- Пам'ять подвигу: Українська воєнна проза 60—80-х років. — К., 1989.
- Олекса Слісаренко. — К., 1990.
- Українська імпресіоністична проза. — К., 1994.
- Стильові моделі імпресіонізму в українській прозі першої половини ХХ століття — К., 1995.
- Екзистенційні мотиви творчості Миколи Куліша // Наукові записки Національного університету «Києво-Могилянська академія». — 1998. — Т. 4.
- Історія української літератури ХХ століття: Кн. 1. Перша половина ХХ століття. — К., 1998.
- Історія української літератури ХХ століття: Кн. 2. Друга половина ХХ століття. — К., 1999.
- Поетеса на зламі століть. Творчість Лесі Українки в постмодерній інтерпретації. — К., 1999.
- Дон Жуан у світовому контексті. — К: Факт, 2002 (упорядниця).
- Теорія літератури — К., 2002.
- Фемінізм. — К., 2002.
- Три долі: Марко Вовчок в українській, російській та французькій літературі. — К., 2002.
- Їм промовляти душа моя буде. «Лісова пісня» Лесі Українки та її інтерпретації. — К,, 2002.
- Сорочинський ярмарок на Невському проспекті. Українська рецепція Гоголя. — К., 2003.
- Жіночий простір: Феміністичний дискурс українського модернізму: Монографія. — К: Факт, 2003.
- Київські неокласики. Українські мемуари. — К: Факт, 2003.
- Проза про життя інших: Юрій Косач: тексти, інтерпретації, коментарі. — К., 2003.
- Поетика парадокса. Інтелектуальна проза Віктора Петрова-Домонтовича. — К: Факт, 2006.
- Жіночий простір: Феміністичний дискурс українського модернізму. — К: Факт, 2008. 360 с. ISBN 978-966-359-294-7.
- Теорія літератури, 2009.
- Апологія модерну: обрис XX віку. — К.: Грані-Т, 2011. ISBN 9789664653241.
- Після постмодернізму, 2012.
- Мистецтво рівноваги. Максим Рильський на тлі епохи. — Київ: Книга, 2012. — 391 с. — ISBN 9789668314667.
- Semper tiro, 2014.
- Tertium non datur. Проблема культурної ідентичності в літературно-філософському дискурсі XIX—XXI ст., 2014.
- З непокритою головою. Українська жіноча проза. — Київ: Комора, 2014. — 416 с.
- Дороги й середохрестя. — Львів: Видавництво Старого Лева, 2016. — 352 с. — ISBN 978-617-679-229-1.
- Антологія української літературно-критичної думки першої половини ХХ століття, 2016.
- Література та ідеологія, 2017.
- Візерунок на камені. Микола Бажан: життєпис (не)радянського поета. — Львів: Видавництво Старого Лева, 2018. — 496 с. — ISBN 978-617-679-452-3[3].
- Інша оптика. Ґендерні виклики сучасності. — Київ: Смолоскип, 2019. — 256 с. — ISBN 978-617-7622-08-5.
- За лаштунками імперії. — Київ: Віхола, 2021. — 360 с. — ISBN 978-617-7960-32-3.
- Марсіани на Хрещатику. Літературний Київ початку XX століття. — Київ: Віхола, 2023. — 408 с. — ISBN 978-617-7960-97-2.

## Премії
- 1996 — Державна премія України імені Тараса Шевченка як співавтору навчального посібника «Історія української літератури 20 століття» в двох книгах (1995).
- 2008 — Премія імені Петра Могили.
- 2012 — Премія інтернет-видання «Літакцент».

## Реферативна інформація
(1999) Поетеса зламу століть: Творчість Лесі Українки в постмодерній інтерпретації
Зроблено спробу інтерпретації творчості Л. Українки через звернення до постмодерної теорії тексту, зокрема, до концепцій феміністичної критики. Розглянуто постать української письменниці у контексті її інтелектуальних і духовних шукань на зламі століть, коли зароджувались тенденції художнього розвитку, визначальні для мистецтва ХХ ст. Проаналізовано проблему комунікативного розриву в драматичній поемі «Кассандра», охарактеризовано неоромантичне двосвіття «Лісової пісні».
(2001) Поетеса зламу століть. Творчість Лесі Українки в постмодерній інтерпретації
Інтерпретовано творчість Л. Українки за допомогою постмодерністської теорії тексту, зокрема, концепції феміністичної критики. Постать української письменниці розглянуто у контексті інтелектуальних і духовних пошуків її складної доби, зламу віків, в часи зародження численних тенденцій художнього розвитку, що є визначальними для мистецтва всього XX ст.
(2005) Формалізм у концепціях київських неокласиків
Досліджено процес становлення й функціонування формалізму в українській літературно-критичній думці 1920–1930-х рр. Доведено, що формалізм київських неокласиків був однією зі складових, а не цілісною методологією чи світоглядом.
(2007) Поетичний візіонеризм Лесі Українки
Проаналізовано феномен поетичного візіонеризму, зокрема «комплекс Кассандри» у творчості Лесі Українки. Розглянуто ті тексти, де зафіксовано певний містичний, віщунський досвід, долучення до інших вимірів сприймання дійсності, зокрема й часу, який за певних обставин перестає сприйматися як лінійний. Сьогодні поетичний візіонеризм вивчається трансперсональною психологією, яка за допомогою традиційних (від античних, шаманських, буддійських тощо) та нових психотехнік пробує знімати бар'єри, які заважають доступу до трансцендентних вимірів. Зіставлено художні тексти Лесі Українки з описами тих психічних станів, що їх представлено як автохарактеристики у численних листах до О. Косач, Л. Старицької-Черняхівської, інших адресатів.
(2009) Психоаналіз соцреалізму: лірика Максима Рильського періоду зламу
Проаналізовано поетичну творчість М. Рильського 30–40-х рр. ХХ ст. Розглянуто стратегії соцреалістичного письма, особливості текстів-шифрів, в яких завуальовано представлені реальні біографічні події, індивідуальні враження і переживання. Ідеться також про те, що не всі твори означеного періоду належать соціалістичному реалізму.
(2009) Теорія літератури
Проаналізовано літературно-теоретичні праці С. Павличко — письменниці, літературознавця, перекладача, дослідника з питань історії вітчизняного письменства, проблем української та світової літератури. Розглянуто модернізм як ніцшеанство, неокласицизм як філософію консервативної модернізації, маргінальність як об'єкт теорії. Запропоновано концепцію поколінь і боротьби між ними, Євшанову концепцію творчості. Увагу приділено модернізму у контексті мистецького українського руху. Висвітлено особливості модерністичного руху на Заході у 1960–1970 рр. (Нью-Йоркська група). Досліджено проблеми маргінального/центрального у теорії М. Фуко.
(2012) Мистецтво рівноваги. Максим Рильський на тлі епохи
Розглянуто творчість М. Рильського у широкому біографічному й історико-культурному контексті. Вперше з залученням тривалий час недоступних або замовчуваних архівних матеріалів і документів простежено історію шляхетського роду Рильських, зокрема історію боротьби «двох душ» — польської й української, роль Т. Рильського та всього середовища київської Старої Громади у формуванні найвизначнішого поета неокласичного кола. Висвітлено художню еволюцію від символізму 1910-х рр. до неокласицизму 1920–1940-х рр. Показано особливості «безпеки життєдіяльності» у роки сталінського соцреалізму, складні та незрідка трагічні колізії співіснування з радянською системою. Подано аналіз текстів з «подвійним дном», тестів-шифрів, наявних у багатьох радянських письменників. Поетику М. Рильського проаналізовано в контексті художньої практики київських неокласиків, зокрема М. Зерова та П. Филиповича, визначено його роль у збереженні традицій українського модернізму в другій половині XX ст.
(2014) Tertium non datur. Проблема культурної ідентичності в літературно-філософському дискурсі XIX–XXI ст.
Розглянуто концепт національної ідентичності в дослідженнях культури. Викладено основні риси герменевтичного досвіду культурної та національної ідентичності. Охарактеризовано індивідуальну та національну ідентичність у соцреалізмі 1950–1960 рр. Проаналізовано проблему культурної ідентичності у творчості В. Демонтовича на матеріалі роману «Без ґрунту». Досліджено процеси відродження української філософії в УРСР у 1960–1980 рр., національний компонент літературної діяльності Ю. Лавріненка, а також модифікації ідентичності в українській масовій культурі. Розглянуто «традиційні сюжети та образи» в комерційній рекламі як засіб конструювання національної ідентичності.
(2016) Антологія української літературно-критичної думки першої половини ХХ століття
Висвітлено різні тенденції й напрями в українській літературній критиці першої половини ХХ ст. Складні колізії у боротьбі генерацій означено та проінтерпретовано насамперед авторами журналу «Українська хата», такими послідовними речниками естетизму, як М. Євшан та М. Сріблянський. Символістські та формалістські інтенції виявилися у статтях, опублікованих на сторінках «Музагету» й «Мистецтва». Зазначено, що критичні статті київських неокласиків, зокрема М. Зерова, дають уявлення про український варіант формалізму. Серед проблем, дискутованих мурівськими літераторами, — роль і місце неокласицизму як авторитетної стильової традиції, засади творення «великої» літератури, що мала б репрезентувати Україну по Другій світовій війні. Літературна критика модерністської доби означила увагу до форми, стилю, сприяла усталенню ієрархії естетичних вартостей.